# Wake (kanadische Band)
Wake ist eine kanadische Grindcore-Band aus Calgary, die 2009 gegründet wurde.

## Geschichte
Die fünfköpfige Band wurde im Herbst 2009 gegründet und veröffentlichte im Frühling 2010 die EP Surrounded by Human Filth. Neben Auftritten im westlichen und zentralen Teil Kanadas, absolvierte die Band im selben Jahr auch zwei Touren durch die Westküste der Vereinigten Staaten. 2011 erschien bei dem deutschen Label 7 Degrees Records das Debütalbum Leeches, das von Scott Hull von Pig Destroyer produziert worden war. Im selben Jahr ging es auf Tournee durch den mittleren Westen der USA und Kanada. Zudem begab sich die Band in die Mengroth Studios in New York City mit Colin Marston als Produzenten. Diese Lieder wurden für eine Split-Veröffentlichung mit Dephosphorus aus Griechenland verwendet, die im April 2012 bei 7 Degrees Records erschien. Nach einer US-Tour im Sommer 2012 und einer Europatournee im Herbst, mit einem Auftritt auf dem Bloodshed Fest, erschien im Winter eine weitere Split-Veröffentlichung, dieses Mal mit Rehashed aus Saskatoon bei dem Bostoner Label Give Praise Records. Im Juli 2013 erschien das zweite Album False bei 7 Degrees Records und Handshake Inc. Zudem wurde eine zweite Tour durch Europa abgehalten. Im selben Jahr war die Band auf dem Maryland Deathfest zu sehen. Nach einer Split-Veröffentlichung mit Theories bei 7 Degrees Records im Jahr 2014, erschien 2016 bei Sentient Ruin Laboratories das Album Sowing the Seeds of a Worthless Tomorrow.

## Stil
Im Interview mit Simon Dümpelmann vom Rock Hard gab Rob Strawberry an, dass die meisten Mitglieder in der Hardcore- und Punk-Szene aufgewachsen sind. Laut Dümpelmann ist Sowing the Seeds of a Worthless Tomorrow im Vergleich zum Vorgänger weitaus intensiver und komplexer. Strawberry teilte mit, dass er meistens die Riffs und die Grundstrukturen der Songs schreibt, ehe man zusammen die Lieder ausarbeite. In den Texten gehe es auf dem Album nicht nur um „die systematische Zerstörung des Planeten“, sondern es gehe auch „um unsere kaputten Sozialstrukturen wie Religionen, Regierungen und das allgemeine Miteinander“. Zwei Ausgaben zuvor hatte Dümpelmann Sowing the Seeds of a Worthless Tomorrow rezensiert. Auf dem Vorgängeralbum habe die Band energiegeladenen Grindcore gespielt, der jedoch wenig originell sei. Nun habe die Band ihr Spektrum erweitert und Einflüsse aus dem Death Metal und Crustcore eingearbeitet. Zudem drossele die Band für „den Heaviness-Effekt“ das Tempo, während „atmosphärische Schrägheiten“ an Dephosphorus erinnern würden.

## Diskografie
- 2010: Surrounded by Human Filth (EP, Hearing Aids Records)
- 2011: Leeches (Album, 7 Degrees Records)
- 2012: Dephosphorus / Wake (Split mit Dephosphorus, 7 Degrees Records)
- 2013: Wake / Rehashed (Split mit Rehashed, Give Praise Records)
- 2013: False (Album, 7 Degrees Records/Handshake Inc.)
- 2014: Wake / Theories (Split mit Theories, 7 Degrees Records)
- 2016: Sowing the Seeds of a Worthless Tomorrow (Album, Sentient Ruin Laboratories)
- 2018: Misery Rites (Album, Translation Loss Records)
- 2020: Devouring Ruin (Album, Translation Loss Records)
- 2021: Confluence (EP, Translation Loss Records)
- 2022: Thought Form Descent (Metal Blade)